# Pararge nasshreddini
Pararge nasshreddini är en fjärilsart som beskrevs av Hugo Theodor Christoph. Pararge nasshreddini ingår i släktet Pararge och familjen praktfjärilar. Inga underarter finns listade i Catalogue of Life.